# ليف كنيبر
ليف كونستانتينوفيتش كنيبر (بالروسية:Лев Константинович Книппер)؛ (3 ديسمبر 1898 في تبليسي - 30 يوليو 1974 في موسكو) كان ملحناً روسياً.

## حياته
ليف كنيبر هو من عائلة متميزة، عمته أولغا كنيبر كانت ممثلة، وأخته التي تكبره في العمر واسمها أيضاً أولغا كنبير كانت ممثلة معروفة. بعد خمس سنوات من الخدمة العسكرية درس الموسيقى في موسكو عند كل من الملحنة يلينا غنيزينا، والملحن راينولد غليري. درس كذلك لبعض الوقت عند الملحن الألماني جوليوس فايسمان في فرايبورغ في برايسغاو، ولدى فيليب يارناخ في برلين بألمانيا. اشتغل بين عامي 1921 و1922 مساعد مدير في مسرح الفنانين بموسكو. في عام 1933 تحول للعمل كقائد أوركسترا، ثم أصبح بعد ذلك من جديد لدى الجيش.

## بعض من أعماله
ألف كنيبر بشكل عام 5 أوبرات، باليه، موسيقى أفلام، و20 سمفونية. في عام 1934 قام بتأليف مقطوعته الشهيرة كانوا الخيالة.

## وصلات خارجية
- ليف كنيبر على موقع IMDb (الإنجليزية)
- ليف كنيبر على موقع ميوزك برينز (الإنجليزية)
- ليف كنيبر على موقع ديسكوغز (الإنجليزية)
- ليف كنيبر على موقع قاعدة بيانات الفيلم (الإنجليزية)

- قائمة بأعماله